# Jaʿakov Neʾeman

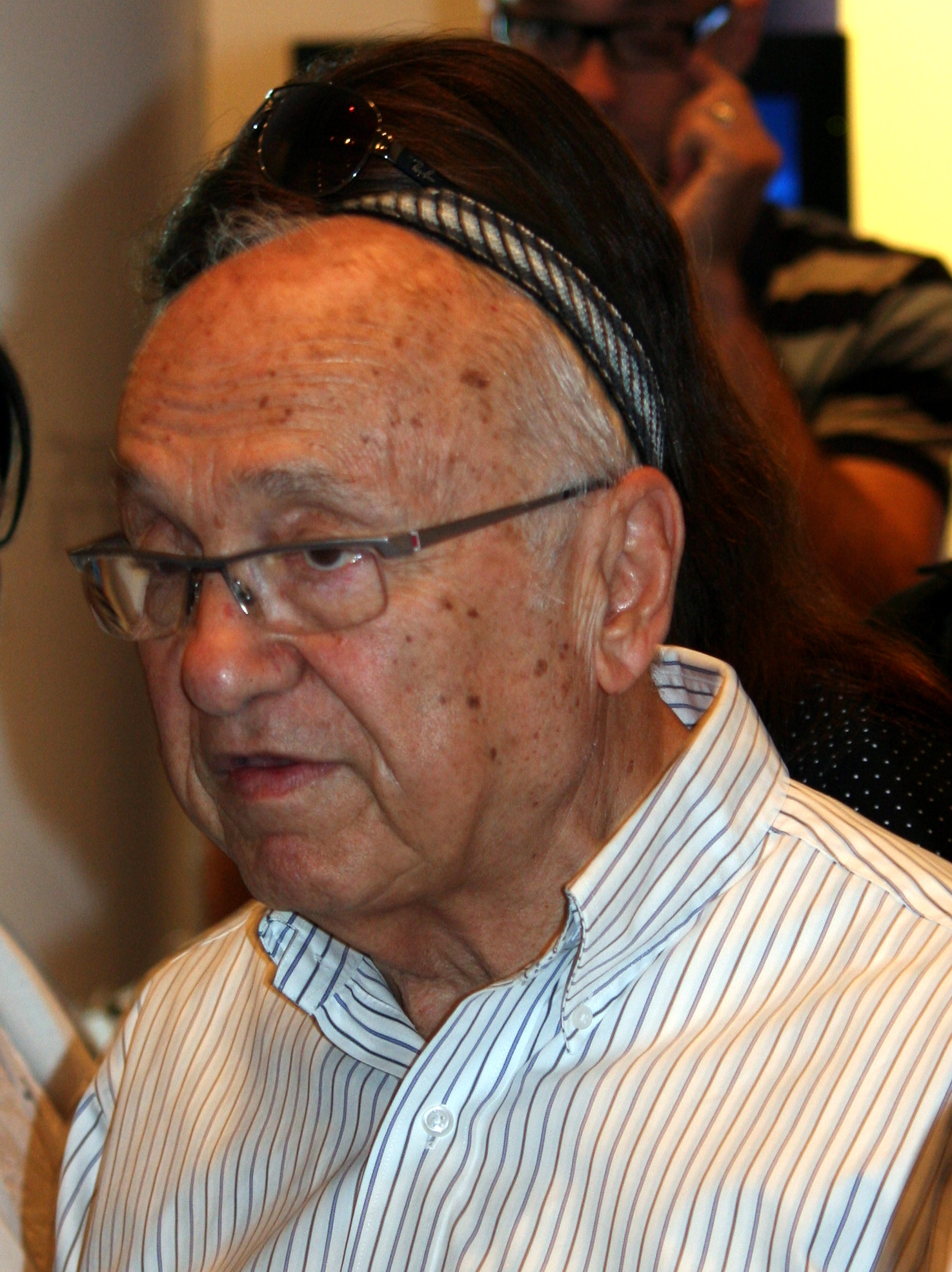
Jaakov Neeman (2012)

Jaʿakov Neʾeman (Yaʿakov Neʾeman; hebräisch יַעֲקֹב נֶאֱמַן; * 16. September 1939 in Tel Aviv; † 1. Januar 2017 in Jerusalem) war ein israelischer Jurist und Politiker, der unter anderem als Justiz- und Finanzminister amtierte. Er war Mitglied der nationalistischen Partei Jisra’el Beitenu von Avigdor Liebermann.

## Leben
Nach dem Schulbesuch absolvierte Jaʿakov Neʾeman ein Studium der Rechtswissenschaft an der Hebräischen Universität Jerusalem, das er 1964 mit dem Erwerb eines Bachelor of Laws (LL.B.) sowie danach mit einem Master of Laws (LL.M.) der New York University abschloss. 1968 promovierte er an der New York University zum Doctor of Laws (LL.D.) und war nach seiner Rückkehr von 1971 bis 1976 Professor für Vertragsrecht, Verfassungsrecht, Gesellschaftsrecht und Steuerrecht an der Bar-Ilan-Universität in Ramat Gan.
1972 war er Mitbegründer und Seniorpartner der Rechtsanwaltskanzlei Herzog, Fox & Neʾeman und erwarb sich den Ruf eines führenden Steuerrechtsanwalts. 1976 bekleidete er eine Gastprofessur an der University of California, von 1977 bis 1979 an der Universität Tel Aviv. Zeitgleich war er Mitglied im Vorstand der Israelischen Zentralbank. Außerdem wurde er in nationalen und internationalen Komitees für Steuer- und Finanzrechtsfragen tätig.
Im Jahre 1979 wechselte Neʾeman kurzzeitig in den Regierungsdienst und war bis 1981 Generaldirektor im Finanzministerium sowie Direktor von El Al und Mitglied des Zentralkomitees der Weltbank. Im Anschluss war er wieder in seiner Sozietät als Rechtsanwalt tätig. Erneut wurde er von 1989 bis 1990 als Gastprofessor an der New University tätig sowie 1990 und 1994 an der Hebräischen Universität Jerusalem.
Am 18. Juni 1996 wurde er von Ministerpräsident Benjamin Netanjahu zum Justizminister ernannt, ohne Abgeordneter der Knesset zu sein. Dieses Amt bekleidete er jedoch nur bis zum 10. August 1996. Am 9. Juli 1997 ernannte ihn Netanjahu dann zum Finanzminister, nachdem der bisherige Amtsinhaber Dan Meridor den Likud verlassen und die Zentrumspartei (Mifleget ha-Merkas) gegründet hatte. Als Finanzminister – er bekleidete das Amt bis zum 18. Dezember 1998 – war Neʾeman auch Vorsitzender der nach ihm benannten Neʾeman-Kommission.
Ab 1990 war er Vorsitzender des Verwaltungsrates der Bar-Ilan-Universität, seit 1992 erneut Mitglied im Vorstand der Israelischen Zentralbank.
Seit 31. März 2009 war Neʾeman erneut Justizminister Israels. Im Oktober 2010 billigte die Knesset seinen Gesetzesentwurf, der vorsieht, dass Nicht-Juden bei der Einbürgerung einen Loyalitätseid auf Israel als demokratischen und jüdischen Staat leisten müssen. Am 18. März 2013 schied er aus dem Kabinett aus.